# Incursión israelí en Yenín de 2025
La incursión israelí en Yenín es un ataque militar a gran escala que desde el 21 de enero de 2025 llevan a cabo las Fuerzas de Defensa de Israel (FDI), a la que denominan «Muro de Hierro», contra diversos grupos de militantes palestinos en la Cisjordania ocupada por Israel (Palestina). Descrita como una invasión por la Associated Press, la operación israelí inicialmente sólo tenía como objetivo a las Brigadas de Yenín, una milicia palestina local de Yenín, pero se ha extendido a Tulkarem y otras ciudades y pueblos palestinos. Marca un enfoque estratégico distinto y más agresivo contra la militancia en Cisjordania en comparación con las incursiones israelíes anteriores, y también marca la primera vez que la Autoridad Nacional Palestina (ANP) participa directamente en una operación militar israelí.
Además, los combates marcan un cambio significativo en el enfoque militar israelí hacia Cisjordania y lejos de la Franja de Gaza, donde se implementó un alto el fuego que detuvo la guerra de Gaza el 19 de enero de 2025. Según las FDI los objetivos de la operación son preservar su «libertad de acción» en Cisjordania, neutralizar la infraestructura militante y eliminar amenazas inminentes.
El primer ministro israelí, Benjamin Netanyahu, dijo que la operación es una acción contra lo que llamó el «eje iraní», refiriéndose al apoyo iraní a los militantes de Cisjordania, y el ministro de finanzas israelí, el ultraderechista Bezalel Smotrich, dijo que marca el inicio de una campaña para proteger los asentamientos israelíes en la región ocupada. El ministro de Defensa israelí, Israel Katz, dijo que esto marca un cambio en el plan de seguridad de las FDI en Cisjordania y fue «la primera lección del método de repetidas incursiones en Gaza», más tarde se aclaró que las fuerzas israelíes planeaban mantener una presencia militar a largo plazo en Yenín más allá de la conclusión de la incursión.

## Antecedentes
El 19 de enero, se implementó el alto el fuego en la guerra de Gaza, deteniendo los combates en la Franja de Gaza. El 20 de enero, el presidente estadounidense Donald Trump asumió el cargo por segunda vez y luego emitió una orden ejecutiva que anulaba las sanciones contra algunos colonos israelíes y grupos de colonos acusados de violencia antipalestina en Cisjordania. Ese mismo día, una turba de colonos israelíes atacó varias ciudades palestinas en protesta contra el alto el fuego en Gaza, hasta que fueron dispersados por las Fuerzas de Defensa de Israel.
En Yenín, concretamente, los servicios de seguridad de la Autoridad Nacional Palestina (ANP) habían estado llevando a cabo una operación contra las Brigadas de Yenín desde diciembre de 2024. Ambas partes firmaron una tregua el 17 de enero de 2025, pero el acuerdo fracasó y los combates se reanudaron dos días después. Las FDI iniciaron su incursión debido a que consideraron que la operación de la AP era insuficiente, según The Jerusalem Post.

## Cronología
Siguiendo un orden cronológico, los hechos se desarrollaron así:

### Enero
21 de enero
La incursión comenzó con ataques con aviones no tripulados contra la infraestructura militante, y se desplegaron en la ciudad grandes cantidades de tropas israelíes, incluidas fuerzas especiales, así como agentes del Shin Bet y oficiales de la Policía Fronteriza. Fuentes palestinas también informaron de la participación de aviones de guerra y vehículos blindados israelíes, incluidos bulldozer. Las fuerzas de la Autoridad Palestina se retiraron de sus posiciones en Yenín cuando las FDI entraron en la ciudad.
Según la ANP, la operación israelí los tomó por sorpresa y miembros de sus fuerzas murieron por fuego israelí. Sin embargo, según Israel, la Autoridad Palestina fue informada de la decisión de entrar en la localidad cisjordana de antemano, y sus fuerzas se retiraron para permitir que las FDI continuaran con las incursión. Las FDI rodearon Al-Amal, un hospital privado local.
22 de enero
Según el alcalde de Yenín, las fuerzas israelíes liberaron a unas 600 personas que habían estado detenidas durante la noche en el Hospital Gubernamental de la ciudad. Las fuerzas de la Autoridad Nacional Palestina irrumpieron en el hospital Al-Razi y arrestaron a un hombre que según dijeron era militante de las Brigadas de Yenín, siendo la primera vez que las fuerzas de la AP participan en una incursión israelí en Cisjordania. En Burqin, cerca de Yenín, las fuerzas israelíes mataron a dos militantes que habían llevado a cabo un ataque contra israelíes a principios de mes.
23 de enero
Cientos de palestinos del campamento de refugiados de Yenín comenzaron a abandonar sus hogares después de que las fuerzas israelíes emitieran una orden de evacuación. Las fuerzas de la ANP arrestaron al periodista de Al Jazeera, Mohammed al-Atrash, que intentaba cubrir la incursión israelí.
24 de enero
Las fuerzas israelíes bloquearon cuatro entradas principales a Yenín con montículos de tierra, impidiendo la entrada y la salida y prendieron fuego a varias viviendas del campo de refugiados de Yenín. En Yabad, al oeste de la ciudad, las fuerzas de la Autoridad Nacional Palestina arrestaron y golpearon a varios militantes. Se informó de incursiones conjuntas de tropas de Israel y de la ANP en Tulkarem, Ramala, Hebrón y Kalkilia.
25 de enero
La agencia de noticias palestina WAFA, informó que al menos catorce palestinos murieron en los últimos cinco días en el marco de la ofensiva militar israelí contra el campamento de refugiados de Yenín y contra varias aldeas aledañas como Al Silá, Al Hariziya, Mizalun y Qabatiya, en el norte de Cisjordania. Las tropas israelíes destruyeron viviendas, vehículos y detuvieron a numerosos palestinos. Por su parte el Ejército de Israel anunció que tres de sus militares resultaron heridos, uno de ellos de gravedad.
26 de enero
Las FDI informaron que habían destruido un laboratorio de fabricación de bombas en Yenín. el Ejército de Israel mató a un palestino de 18 años e hirió a otros dos, después de que las Fuerzas de Defensa de Israel (FDI) abrieran fuego contra un grupo de civiles en la localidad de Kafr Aqab, colindante al campo de refugiados de Kalandia, ubicado al norte de Jerusalén Este.
27 de enero
La operación israelí se expandió oficialmente a la Gobernación de Tulcarem. La Fuerza Aérea israelí atacó y mató al comandante local de Hamás en Tulkarem y a otro militante en el campo de refugiados de Nur Shams, y estallaron combates en la propia ciudad entre militantes y fuerzas israelíes en tierra.
29 de enero
El ministro de Defensa israelí, Israel Katz, dijo que las fuerzas israelíes planeaban permanecer en Yenín indefinidamente, incluso después de que concluya la operación. Esta sería la primera vez desde la Segunda Intifada que las fuerzas israelíes permanecen estacionadas en una ciudad palestina durante un período prolongado.
30 de enero
El Ministerio de Salud de la Autoridad Palestina denunció la muerte de dos jóvenes palestinos por disparos de las FDI durante la operación militar en el campo de refugiados de Yenín.
31 de enero

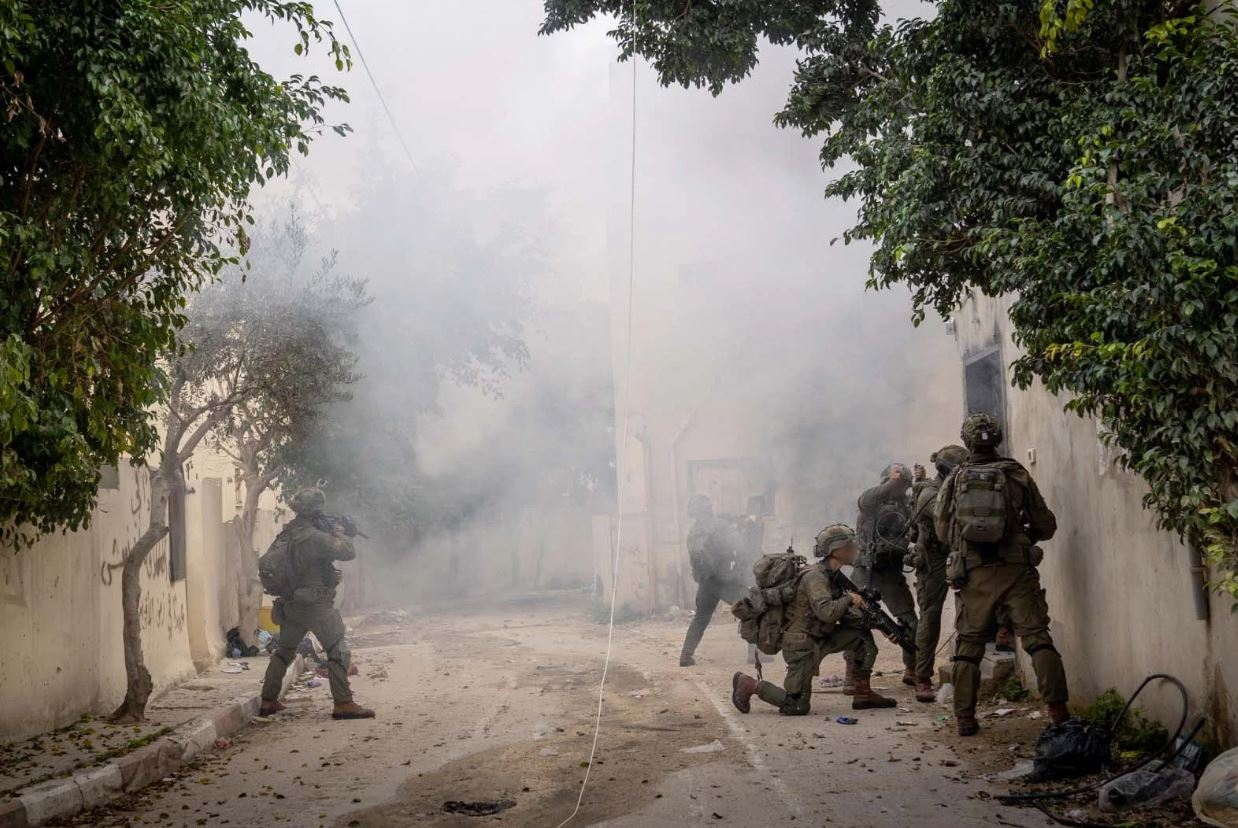
Tropas israelíes durante los combates en Yenín, 31 de enero de 2025

A las 18:10h, un niño palestino de diez años llamado Sadam Huseín Iyad Mohamad Rajab fue herido gravemente luego de que un soldado israelí le dispara en el abdomen durante una redada en Tulkarem, en el norte de Cisjordania (el ataque fue captado en cámara de video) según reporta la ONG Defensa de Niños y Niñas Internacional, las fuerzas israelíes atacaron al padre de Sadam mientras este intentaba transportarlo para recibir atención médica y cuando los paramédicos lo pusieron en una ambulancia. Después de tres horas de cirugía los doctores lo trasladaron hacia un hospital en Nablus, durante el viaje las fuerzas israelíes detuvieron la ambulancia, fue entonces cuando uno de ellos le dijo al padre: «Yo soy el que disparó a tu hijo. Si Dios quiere, morirá».

### Febrero
1 de febrero
Las fuerzas israelíes atacaron Nablus y el cercano campo de refugiados de Balata. Al día siguiente, las FDI llevaron a cabo una serie de detonaciones masivas en Yenín, afirmando que destruyeron veintitrés edificios que estaban siendo utilizados como «infraestructura militante».  Las fuerzas israelíes ampliaron su operación a Tammun, cerrando la carretera principal de la ciudad.
Las Fuerzas de Defensa de Israel (FDI) anunciaron que desde que lanzaron su «operación contraterrorista» en el norte de Cisjordania hace dos semanas, mataron a «cincuenta operativos terroristas palestinos» desde el 21 de enero, treinta y cinco habrían muerto en Yenín, Tulkarem y el área de Tamun mientras que otros quince habrían muerto por ataques con drones y agregaron que detuvieron a más de cien palestinos, confiscaron cuarenta armas y neutralizaron ochenta dispositivos explosivos.
3 de febrero
El gobernador de la provincia de Tulkarem, Abdullah Kamil, informó que la mitad de la población de Tulkarem había huido y que las fuerzas israelíes estaban atacando hospitales y residencias.
4 de febrero
Dos soldados de las FDI murieron y otros seis militares resultaron heridos (dos de gravedad) luego de que un palestino armado abriera fuego contra un puesto militar israelí cerca de Tayasir, en el valle del Jordán en la Cisjordania ocupada. El Ejército israelí dijo que los soldados respondieron al fuego y que el tirador palestino murió más tarde. Las fuerzas de la Autoridad Palestina se enfrentaron con militantes en el este de Yenín.
6 de febrero
Milicianos palestinos atacaron a las fuerzas israelíes con dispositivos explosivos durante un asalto en Ya'bad (al suroeste de Yenín). Al día siguiente, las Brigadas Al-Quds (el ala militar de la Yihad Islámica Palestina) anunciaron la muerte de tres milicianos durante los enfrentamientos con las fuerzas israelíes en la «fronteras de la Palestina ocupada».
La ONG Defensa de Niños y Niñas Internacional reportaron que Sadam Iyad Raja (el niño palestino que las tropas israelíes dispararon indiscriminadamente diez días antes en el abdomen durante una redada en Tulkarem) falleció alrededor de las 20:00h en un hospital en Ramala debido a las heridas que había sufrido, convirtiéndose en el duodécimo niño palestino muerto por las fuerzas israelíes en Cisjordania en el año 2025.
9 de febrero
Las fuerzas israelíes rodearon y atacaron el campamento de Nur Shams. La Brigada de Tulkarem afirmó haber emboscado con éxito a un grupo de soldados de las FDI dentro del campamento. Ese mismo día, el ejército israelí asesinó a dos mujeres, una de ellas embarazada de ocho meses, durante una redada en el campo de refugiados de Nur Shams, en la Gobernación de Tulkarem, al noroeste de Cisjordania. Los equipos médicos no pudieron salvar el feto de la mujer, porque el ejército israelí les impidió trasladar a la pareja herida a un hospital. Por su parte la Yihad Islámica Palestina dijo que había frustrado una infiltración israelí en Nur Shams.
18 de febrero
Las fuerzas israelíes demolieron más de una docena de edificios de apartamentos dentro del campo de refugiados de Tulkarem.
20 de febrero
Tres autobuses vacíos explotaron en Bat Yam, al sur de Tel Aviv; aunque no se registraron víctimas mortales ni heridos. El comandante de la policía israelí, Haim Sargarof, dijo que los dispositivos explosivos utilizados eran similares a los utilizados por los militantes de Cisjordania. Uno de los mecanismos que no explotó llevaba un mensaje que decía «Venganza de Tulkarem»; la Brigada de Tulkarem emitió un comunicado que decía «La venganza por los mártires no será olvidada mientras el ocupante se siente en nuestra tierra», pero no se atribuyó explícitamente la responsabilidad del ataque.
21 de febrero
Una niña palestina de 13 años murió por disparos de las tropas israelíes en el abdomen y la espalda, cerca del campamento de refugiados de la ciudad de Yenín, en el norte de Cisjordania. Tras las explosiones en los autobuses, Netanyahu ordenó una intensificación de la operación en Cisjordania y las FDI dijeron que desplegarían tres batallones más en la región.
22 de febrero
Dos niños palestinos fueron asesinados por disparos en la espalda por las fuerzas israelíes en la Cisjordania ocupada. Ayman Nasser al-Haymouny, de 12 años, fue asesinado en Hebrón cuando estaba visitando a unos parientes, mientras que Rimas al-Amouri, de 13 años, recibió un disparo en la provincia de Yenín.
23 de febrero
las FDI desplegaron tanques Merkava de la 188.ª Brigada Blindada en Yenín, lo que supone la primera vez desde la Operación Escudo Defensivo que tanques israelíes operan en Cisjordania. La agencia de noticias WAFA informó que excavadoras israelíes «han destruido este domingo líneas de electricidad y agua en la localidad de Qabatiya, al sur de Yenín». Además informaron que las tropas israelíes habían demolido parte de los muros del Cementerio de los Mártires y que Israel había destruido al menos 120 viviendas y detenido a 160 personas desde que comenzaron sus operaciones en la localidad de Yenín.
Ese mismo día el ministro de Defensa de Israel, Israel Katz, anunció que las fuerzas israelíes ocuparan los campos de refugiados de Yenín, Tulkarem y Nur Shams como mínimo a lo largo de este año. Por su parte el Ministerio de Asuntos Exteriores palestino afirmó que el «despliegue de tanques pesados» era un «paso hacia la escalada de su agresión y la expansión de sus crímenes contra el pueblo palestino, especialmente en el norte de Cisjordania y sus campos de refugiados».
26 de febrero
El ejército de Israel mató a tiros a un palestino durante una operación en la ciudad de Nablus, mientras que otras 31 personas resultaron heridas, de las cuales siete presentaban heridas de bala en varias partes del cuerpo y seis resultaron heridas por metralla. El resto de los heridos, incluido un bebe de siete meses, tuvieron que recibir tratamiento por asfixia después de que las tropas israelíes lanzaran gases lacrimógenos.
Por su parte el director general de la UNRWA, Philippe Lazzarini, advirtió que Cisjordania se está convirtiendo en un «campo de batalla», y que más de cincuenta personas, incluidos niños, habían muerto desde el inicio de la operación, así mismo advirtió que la destrucción de infraestructuras públicas, la destrucción de carreteras y las restricciones de acceso son algo habitual.
27 de febrero
Tropas israelíes mataron a un palestino y otras tres personas, incluido un menor de catorce años, resultaron heridas en una nueva operación israelí llevada a cabo en el campamento de refugiados de Balata, situado en los alrededores de la ciudad de Nablus, en el norte de Cisjordania.

### Marzo
El 1 de marzo, el ejército de Israel, comenzó a destruir el campamento de refugiados de Nur Shams, en el norte de Cisjordania. Medios palestinos informaron que las tropas israelíes utilizaron excavadoras pesadas para demoler las casas y destruir sus alrededores, empezando por el área alrededor de la mezquita Abu Bakr al Siddiq, para entonces las tropas israelíes ya habían destruido un total aproximado de 211 viviendas y expulsado a unos 13 000 residentes del campamento.
El 2 de marzo, una bebe de apenas tres meses murió asfixiada por gases lacrimógenos lanzados por el Ejército de Israel a la entrada del campo de refugiados de Yenín, así mismo las FDI causaron una gran destrucción en las inmediaciones del campo de refugiados, después de retirarse del edificio Al Rabie y reubicar a sus residentes en varias zonas del barrio de Al Jabriyat.
El 4 de marzo. las FDI mataron en un tiroteo a un comandante militar de Hamás en la ciudad de Yenín, en la Cisjordania ocupada, mientras ampliaba sus incursiones en el norte de Cisjordania a otras zonas de Yenín.
El 6 de marzo, al menos dos personas, una niña de nueve años y una mujer de 20 años, resultaron heridas, en ambos casos por disparos en la cabeza durante una operación del Ejército de Israel en la localidad de Qusra, al sur de Nablus. Además un niño de 14 años resultó herido en un pie por disparos de las FDI en la localidad de Al Rihiya, al sur de Hebrón.  El comisionado general de la Agencia de Naciones Unidas para los Refugiados de Palestina en Oriente Próximo (UNRWA), Philippe Lazzarini, denunció la destrucción por parte del Ejército israelí de más de 16 edificios en el campamento de refugiados de Nur Shams en Tulkarem. Además afirmó que los campamentos de refugiados de Yenín, Tulkarem y Nur Shams «han quedado prácticamente vacíos» y que la infraestructura civil «ha sufrido una destrucción generalizada».

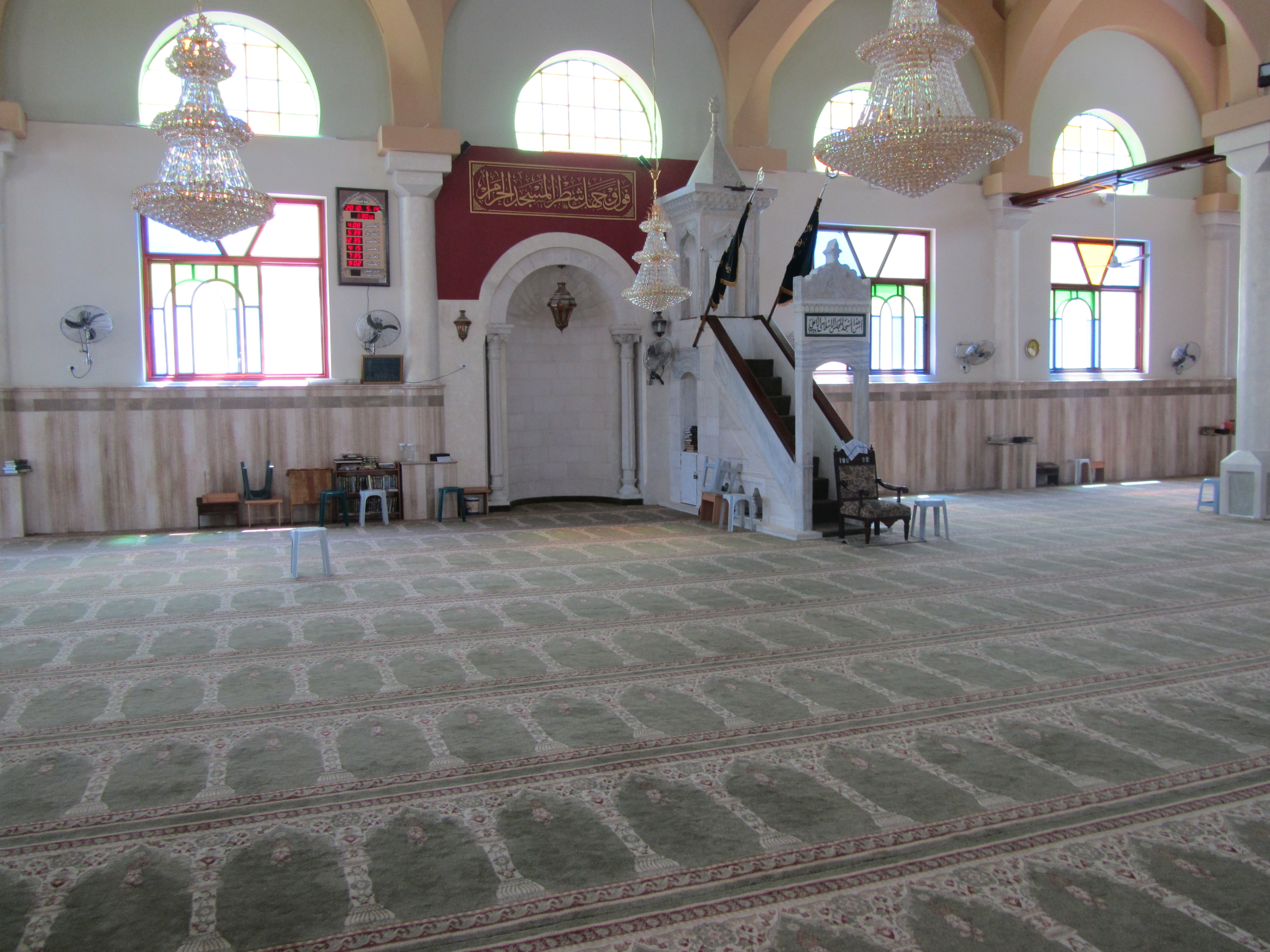
Interior de la Mezquita An-Nasr antes del ataque israelí

El 7 de marzo, las FDI atacaron y dañaron seis mezquitas en Nablus, incluida la histórica Mezquita An-Nasr, que quedó parcialmente quemada. En un comunicado, el Ministerio palestino de Dotaciones y Asuntos Religiosos calificó los daños a las mezquitas de Nablus como «un ataque grave por su tamaño y momento», y condenó «el plan sistemático... de profanación de nuestros lugares sagrados, mezquitas y lugares de culto». Mientras que la municipalidad de Nablus condenó el «incendio de la mezquita Al-Nasr, considerada una mezquita histórica y un importante monumento patrimonial dentro de la Ciudad Vieja» por parte de las fuerzas israelíes».
Las fuerzas israelíes atacaron Ni'lin, lo que desencadenó enfrentamientos. Las municiones reales y los botes de gas lacrimógeno disparados por las fuerzas israelíes hirieron a dos adolescentes palestinos.
El 10 de marzo, las fuerzas de seguridad de la Autoridad Palestina mataron a un combatiente palestino en Yenín, a quien describieron como un «proscrito»; Hamás calificó el incidente de «escalada peligrosa» y la Yihad Islámica Palestina, señaló que este suceso «agrega un nuevo capítulo sangriento al vergonzoso historial de coordinación de seguridad» entre la AP e Israel. Al día siguiente, las tropas israelíes mataron a cuatro palestinos, incluida una mujer de 58 años, en una nueva incursión en la ciudad cisjordana de Yenín.
El 12 de marzo, un militante palestino disparó e hirió a un colono israelí cerca del asentamiento Ariel, ubicado entre las ciudades de Nablús y Ramala, en el norte de Cisjordania. Hamás se atribuyó la responsabilidad y dijo que fue una respuesta a la ofensiva israelí en Cisjordania. Ese mismo día, por la tarde, seis palestinos resultaron heridos, cuatro por asfixia y otro por una caída, durante una incursión de las FDI en la localidad de Husan, al oeste de Belén.
El 14 de marzo, n joven palestino de 21 años murió por disparos de las tropas israelíes durante una incursión en Salem, al este de la ciudad de Nablus.
El 21 de marzo, cerca del asentamiento de Dolev, un militante palestino abrió fuego contra un minibus israelí, aunque no se reportaron heridos pero sí daños al vehículo, posteriormente se enfrentó a tiros durante varias horas con las FDI, hasta que finalmente fue abatido por un helicóptero. Durante el enfrentamiento un militar israelí murió y otros siete resultaron heridos, dos de ellos de gravedad. Al día siguiente, las FDI ordenaron a los residentes del barrio Muqata’a de Tulkarem que evacuaran.  Las Brigadas de Yenín dijeron que detonaron un dispositivo explosivo en el puesto de control de las FDI de Salem en Silat al-Harithiya.
El 23 de marzo, las fuerzas israelíes desplazaron a decenas de familias de sus casas en el este de Tulkarem y se apoderaron de varios edificios para usarlos como cuarteles durante su incursión en curso en la zona.
El 27 de marzo, tropas israelíes dispararon e hirieron a cuatro adolescentes durante dos redadas en Cisjordania.

### Abril
El 1 de abril, las Fuerzas de Defensa de Israel afirmaron que encontraron un laboratorio para producir bombas en Tulkarem y arrestaron a 27 palestinos buscados en Cisjordania.
El 2 de  abril, el Ejército de Israel mató a un palestino, identificado como Hamza Muhamad Said Jamash, de 33 años, en una operación en la ciudad vieja de Nablus. Asimismo, detuvieron a tres personas, incluido un hermano del fallecido. Además tropas israelíes mataron a un adolescente de 15 años en una operación militar llevada a cabo en la localidad de Silat al Harizia, al noroeste de Yenín. El fallecido recibió un disparo en el pecho y fue declarado muerto a su llegada al hospital. Al menos otros dos adolescentes más resultaron heridos: uno de 18 años con una herida de bala en una mano y otro de 17 con una herida por metralla en un pie.
Ese mismo día, las FDI atacaron el campo de refugiados de Dheisheh en Belén y distribuyeron folletos advirtiendo a los residentes que podrían ser desplazados por la fuerza como los palestinos recientemente desplazados de los campos en el norte de Cisjordania.
El 4 de abril, el Ejército de Israel mató a tiros a un palestino de 42 años en una nueva incursión en la ciudad de Yenín.
Los días 10 y 11 de abril, las FDI ampliaron sus operaciones en el campamento de refugiados de Balata, situado en los alrededores de Nablus. La Media Luna Roja Palestina confirmó que en las últimas horas al menos cinco personas resultaron heridas por disparos, cinco por contusiones y dos por balas de goma, además un niño resultó herido en la cara por el lanzamiento de gases lacrimógenos y unas cincuenta personas sufrieron episodios de asfixia por los gases lacrimógenos. Las Brigadas Al-Quds, detonaron un artefacto explosivo en uno de los vehículos de las FDI en el campo de refugiados de Balata. Al día siguiente el ala militar de la Yihad Islámica Palestina, las Brigadas Al-Quds, confirmaron que se estaban produciendo encarnizados combates contra el Ejército israelí en Nablús, después de que las tropas israelíes irrumpieran en varias zonas que rodean la Ciudad Vieja, «bañando a las fuerzas de infantería y a los vehículos militares con fuertes descargas de balas directa». Esa noche, un panadero de 43 años murió estrangulado por soldados israelíes en Yenín.
El 20 de abril, el Ejército de Israel mató a un palestino de 24 años después de que abriera fuego contra un puesto de control israelí ubicado cerca del asentamiento de Homesh, entre Yenín y Nablús.
El 30 de abril, Al Jazeera reportó enfrentamientos entre fuerzas israelíes y militantes palestinos durante una incursión israelí en Beita, en la gobernación de Nablus. Las Fuerzas de Defensa de Israel (FDI) anunciaron que dos reservistas resultaron heridos, uno de ellos de gravedad, en un ataque con bomba en la carretera cerca de la ciudad de Beita. Además un niño de 13 años resultó herido de bala durante una incursión israelí en Al-Yamun a nueve kilómetros al oeste de Yenín.

### Mayo
El 7 de mayo, el Ejército de Israel mató a un palestino de 20 años que supuestamente intentaba atropellar y apuñalar a un soldado israelí en un control militar ubicado en la zona de Sedat al Fahs, cerca de la ciudad de Hebrón. Además las FDI informaron que un militante palestino abrió fuego contra soldados que operaban en las proximidades del puesto de control de Reihan, en el norte de Cisjordania, hiriendo gravemente a dos reservistas. El 9 de mayo, tropas de las FDI que operaban en Nablus mataron a Nour Abdel Karim al-Bitawi, comandante de las Brigadas de Jenin.
El 13 de mayo, las fuerzas de la Autoridad Palestina mataron a dos palestinos: un hombre en el campo de refugiados de Far'a, en Tubas, y un anciano al este de Yenín. Ambas víctimas recibieron disparos similares en la cabeza mientras se encontraban en sus vehículos. Una niña también resultó herida por un arma blanca como resultado del tiroteo. En respuesta, Hamás condenó los asesinatos y acusó a la Autoridad Palestina de «prácticas antipatrióticas»
El 22 de mayo, tropas israelíes dispararon contra una delegación de diplomáticos de más de treinta países y organizaciones que visitaban la localidad cisjordana de Yenín. El Ministerio de Exteriores palestino condenó en un comunicado lo que llamó un «atroz crimen» perpetrado por la «ocupación israelí», a la que acusó de disparar de forma «deliberada» contra la delegación diplomática, que se encontraba en «misión oficial» para observar sobre el terreno la situación en Yenín. Por su parte las FDI reconocieron que realizaron «disparos de advertencia» contra el convoy diplomático cuando, según dijeron, se desvió de la ruta aprobada y entró en una zona en la que no estaba autorizada su presencia. La Alta Representante de Política Exterior de la UE, Kaja Kallas, exigió que se «investige este incidente y también que rindan cuentas los responsables». En la misma línea se manifestó el secretario general de Naciones Unidas, António Guterres, que pidió al Gobierno de Netanyahu, que llevara a cabo una investigación «exhaustiva» sobre el tiroteo. Por su parte el portavoz de Guterres, Stéphane Dujarric, instó al Gobierno israelí a «tomar las medidas necesarias para que no se produzca de nuevo un incidente similar».
El 27 de mayo, las fuerzas israelíes asaltaron casas de cambio y polígonos comerciales en Ramala, Nablus, Hebrón, Arraba, Al Bireh, Belén, Yenín y Tubas. Según Israel, las casas de cambio se utilizaban para canalizar dinero hacia «infraestructura terrorista». Durante la incursión en Nablus las tropas israelíes mataron a un joven de 32 años, además los servicios médicos trataron, a siete heridos de bala, tres heridos por balas de goma, una persona que sufrió una caída y veinte que inhalaron gas en toda la gobernación de Nablus.

### Junio
El 6 de junio, las FDI arrestaron al comandante de las Brigadas de Jenin durante una operación cerca de Jenin.
El 10 de junio, las FDI iniciaron una incursión a gran escala en Nablus, donde manifestantes palestinos se enfrentaron a vehículos militares israelíes que entraban en la ciudad. Dos palestinos fueron asesinados por las FDI tras intentar arrebatarle el arma a un soldado. Las tropas israelíes ocuparon varios edificios para usarlos como bases temporales.
El 12 de junio, un hombre armado murió después de disparar contra tropas israelíes en un puesto de control cerca del asentamiento israelí de Hermesh, situado en las colinas samaritanas occidentales de Cisjordania. Al día siguiente, tras el inicio de su guerra con Irán, Israel comenzó a implementar un estricto bloqueo en Cisjordania que incluía severas restricciones al movimiento de los palestinos.

## Balance en marzo
En marzo de 2025, el alcalde de Yenín, Mohammad Jarrar, declaró el campamento de refugiados como inhabitable e informó que al menos 600 viviendas y toda la infraestructura civil habían sido destruidas por las fuerzas israelíes. Hizo un llamamiento urgente a la comunidad internacional, destacando el desplazamiento de más de 21.000 residentes del campamento hacia aldeas cercanas y a la ciudad de Yenín. El Comité de Medios del campo de refugiados de Yenín informó que 3250 unidades de vivienda del campamento quedaron inhabitables por la destrucción, los incendios y su conversión en bases militares israelíes.
El alcalde Jarrar también afirmó que un tribunal israelí rechazó una petición del municipio para evitar la demolición de 93 edificios del campamento que contenían más de 300 viviendas. Además, más de 1000 palestinos y palestinas fueron expulsados recientemente de sus hogares dentro de la ciudad de Yenín, y algunas casas convertidas en puestos militares.
En la gobernación de Tulcarem, medios de comunicación informaron que las fuerzas israelíes destruyeron por completo 396 viviendas y dañaron parcialmente 2573 en los campamentos de Tulkarem y Nur Shams en los últimos dos meses.

## Violaciones de los derechos humanos

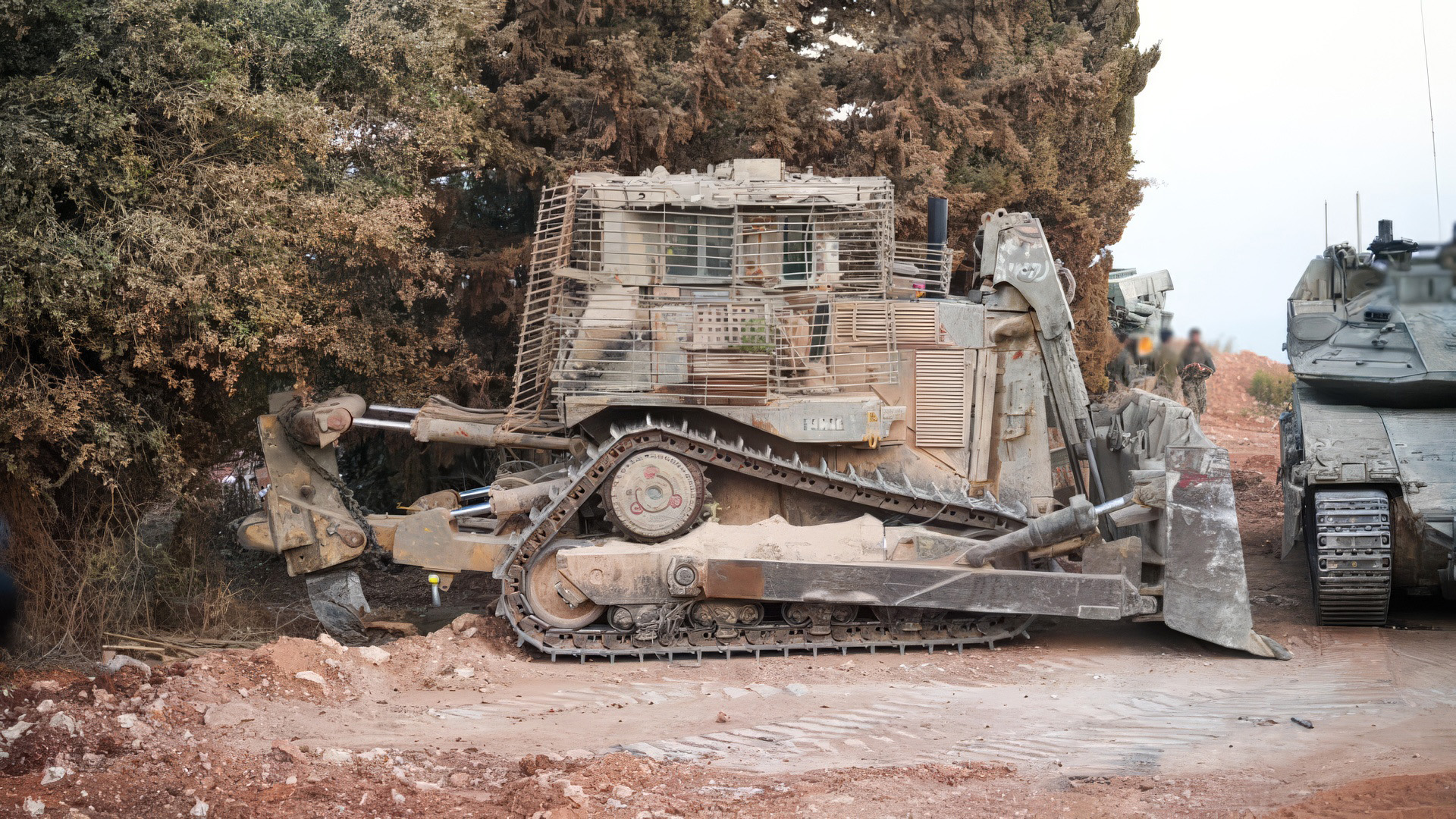
Un bulldozer de las FDI, similar a los que Israel está utilizando para destruir la infraestructura civil palestina.

La escala de destrucción durante la operación israelí se ha comparado con la de la Franja de Gaza. Según historiadores e investigadores, la operación también marca el mayor desplazamiento de civiles en Cisjordania desde la guerra de los Seis Días en 1967, con alrededor de 40 000 palestinos expulsados de sus hogares, lo que supone el mayor desplazamiento de población desde la guerra de 1967. Yenín se ha convertido en una ciudad prácticamente desierta y miles de palestinos han huido de Tulkarem. Las FDI han demolido docenas de casas en Yenín, Tulkarem y Nablus, y han arrasado bloques residenciales enteros. En Yenín, las fuerzas israelíes destruyeron tanques de reserva de agua y destruyeron alrededor de 250 casas, incluidas dos pertenecientes a la minoría cristiana palestina.
Las fuerzas israelíes y de la Autoridad Palestina han sitiado y asaltado varios hospitales. Según un informe publicado por Médicos Sin Fronteras el 6 de febrero de 2025, el acceso a la atención sanitaria en la Cisjordania ocupada se ha visto gravemente obstaculizado por una amplia red de puestos de control y bloqueos de carreteras israelíes, que impiden el movimiento de ambulancias y equipos médicos de emergencia.
Entre los asesinatos de civiles cometidos por las fuerzas israelíes figuran el de Sundus Shalabi, una mujer embarazada de 23 años. La joven estaba huyendo del campo de refugiados de Nour Shams, cerca de Tulkarem, en coche con su marido. El ejército israelí disparó contra el vehículo hiriendo de gravedad al hombre y, cuando Shalabi salió del coche en busca de refugio, los soldados la dispararon y la mataron, el de una joven en el campamento de Nur Shams y el de un niño de siete años en el campamento de refugiados de Tulkarem. Según Yaniv Kubovich, de Haaretz, fuentes internas de las FDI informaron de que las órdenes ampliadas de abrir fuego del Comando Central han hecho que los soldados sobre el terreno tengan el «gatillo fácil». Se calcula que al menos trece niños han muerto por disparos de las fuerzas israelíes en Cisjordania ocupada solo en 2025, la mayoría desde el inicio de esta ofensiva, según informó la ONG Defensa de Niñas y Niños Internacional. El 2 de febrero, una bebe de apenas tres meses murió asfixiada por gases lacrimógenos lanzados por el Ejército de Israel a la entrada del campo de refugiados de Yenín.
La Oficina del Alto Comisionado de las Naciones Unidas para los Derechos Humanos denunció que muchos de los palestinos muertos desde el inicio de la operación en Cisjordania el 21 de enero, «estaban desarmados y que no representaban una amenaza inminente» y que «Esto forma parte de un creciente patrón de uso ilegal de la fuerza por parte de Israel en Cisjordania, donde no hay hostilidades activas, y de un número cada vez mayor de homicidios aparentemente ilegales documentados por la Oficina de Derechos Humanos de la ONU».

## Análisis
El coronel Michael Milshtein, reservista de las FDI y director del Foro de Estudios Palestinos del Centro Moshe Dayan de Estudios de Oriente Medio y África de la Universidad de Tel Aviv, dijo que los acontecimientos en Yenín son sólo otro ejemplo de la típica incursión de las FDI en Cisjordania que dura varios días y termina con una retirada. Milshtein sostiene que este tipo de incursiones se han vuelto repetidas e ineficaces, y que sólo dañan la infraestructura militante, y que se puede esperar un resultado similar en Yenín.
Un artículo de Yaniv Kubovich en Haaretz afirmaba que las Brigadas de Yenín (a las que se hace referencia como «el batallón de Hamás en el campo de refugiados») no existen en realidad y son una invención israelí con el fin de vincular la incursión de Yenín con la guerra de Gaza. El artículo afirma que los únicos supuestos militantes en Yenín son «jóvenes delincuentes que... habían estado recibiendo unos cientos de dólares por disparar contra las fuerzas de las FDI», y cita al comandante no identificado de la Brigada Menashe, que admitió que en realidad no había un «batallón». Esta afirmación contrastaría con las múltiples menciones a las Brigadas de Yenín en diversas fuentes desde su fundación en 2021.
Dalia Hatuqa, escribiendo para Politico, dijo que muchos palestinos creen que la operación es una manera de que los israelíes sigan vengándose de la población palestina por la Operación Inundación de Al-Aqsa, a pesar del alto el fuego en Gaza. Otros lo consideran un acto de castigo colectivo para deshacerse de una vez para siempre del "problema" palestino, un punto de fricción en negociaciones de paz.
Diana Buttu, una abogada que colaboró con el equipo palestino en anteriores negociaciones de paz, explicó que «En parte se trata de una venganza por el alto el fuego en Gaza. Dentro de Israel hay una sensación de derrota: muchos se preguntan por qué murieron tantos soldados israelíes para que las cosas vuelvan al statu quo anterior al 7 de octubre de 2023». «Están atacando Cisjordania en un alarde [de] destreza militar y, para ellos, Yenín y Gaza son intercambiables: ambas son conocidas por contraatacar».

## Reacciones
- Hamás emitió una declaración en la que pedía a «la gente de Cisjordania y a su juventud revolucionaria que se movilicen e intensifiquen el enfrentamiento con el ejército de ocupación en todos los puntos de contacto con él».[30] También condenó la participación de la Autoridad Nacional Palestina en la incursión, diciendo que su coordinación de seguridad con Israel había «alcanzado niveles catastróficos».[135]

- Palestina: la Autoridad Nacional Palestina acusó a Israel de castigo colectivo y dijo que la redada era parte de un plan israelí para anexar gradualmente Cisjordania.[36]

- Jordania: Ayman Safadi, ministro de Asuntos Exteriores de Jordania, advirtió que la situación era peligrosa y que «el mundo entero debe analizar en profundidad lo que está sucediendo y, con el mismo vigor con el que analizamos el alto el fuego, también deberíamos trabajar para evitar una explosión en Cisjordania».[136]

- Organización de las Naciones Unidas: el secretario general António Guterres pidió «máxima moderación»,[137] y la relatora especial de las Naciones Unidas para los Territorios Palestinos ocupados, Francesca Albanese, escribió en X (antigua Twitter) que «si no se le obliga a detenerse, el genocidio de los palestinos por parte de Israel no se limitará a Gaza. Recuerden mis palabras».[138]

- Francia expresó su preocupación por la operación y pidió a Israel que mostrara moderación.[139]